# Скоморошковский сахарный завод
Скоморошковский сахарный завод — предприятие пищевой промышленности в селе Скоморошки Оратовского района Винницкой области.

## История
В 1860 году в селе Таращанского уезда Киевской губернии Российской империи был построен сахарный завод.
Во время первой русской революции в 1905 году в селе имели место волнения крестьян и рабочих сахарного завода, один из рабочих завода (Л. Романюк) был казнен за революционную деятельность.
После окончания боевых действий гражданской войны завод был восстановлен и возобновил работу как государственное предприятие.
В ходе Великой Отечественной войны в 1941—1944 гг. село было оккупировано немецкими войсками. В период оккупации с января 1942 до декабря 1943 года на сахарном заводе действовала советская подпольная группа, которой руководил М. И. Щербаков. После окончания боевых действий завод был восстановлен и возобновил работу.
В дальнейшем, в результате объединения Скоморошковского сахарного завода и обеспечивавшего его свеклой местного совхоза был создан Скоморошковский сахарный комбинат, производственная мощность которого в 1972 году составляла свыше 238 тыс. центнеров сахара в год.
После провозглашения независимости Украины завод перешёл в ведение Государственного комитета пищевой промышленности Украины. После приватизации совхоза сахарный комбинат был переименован в сахарный завод.
В мае 1995 года Кабинет министров Украины утвердил решение о приватизации Соколовского сахарного завода. В дальнейшем, государственное предприятие было преобразовано в открытое акционерное общество. В июне 1999 года завод был передан в управление администрации Винницкой области.
Позднее завод был реорганизован в общество с ограниченной ответственностью.

## Дополнительная информация
- слесарь завода М. К. Деревянко был делегатом XXIV съезда КПСС[2].